# Lickkuiddrano
Lickkuidrano — дебютний міні-альбом американського репера Mastamind, виданий лейблом Reel Life Productions 17 січня 1995 р. Виконавчий продюсер, програмування, звукорежисер: Esham. У 2013 реліз перевидали як повноформатну платівку з новими треками.

## Список пісень
| #  | Назва                                  | Продюсер | Тривалість |
| -- | -------------------------------------- | -------- | ---------- |
| 1. | «Lickkuiddrano»                        | Esham    | 1:31       |
| 2. | «My Mind Says»                         | Esham    | 2:55       |
| 3. | «Bitcheshate» (з участю Dice та Esham) | Esham    | 5:04       |
| 4. | «Bus 1, 4 Me!»                         | Esham    | 3:42       |
| 5. | «Solo Kill»                            | Esham    | 1:20       |
| 6. | «Murdaride»                            | Esham    | 3:47       |